# 法國—韓國關係
法韓關係或韓法關係（法語：Relations entre France et Corée du Sud）從十九世紀延續至今。法國於1949年2月15日承認大韓民國並與之建交，成為繼英國之後第二個承認韓國的歐洲國家，法國並未承認朝鮮的主權國家地位，只承認韓國政府為朝鮮半島的唯一合法政府。法國在1950年韓戰後曾組成聯合國軍法國營應援韓國。兩國亦在韓國高速鐵道、KUH-1完美雄鷹直升機、汽車研發、國防產業研發、地下鐵運營管理，以及能源、資訊等科技議題上進行交流合作，並於2004年結成「全球夥伴關係」（partenariat global pour le XXIème siècle）。
根據2013年英國國家廣播公司的調查，64%的韓國人正面看待法國的影響，只有13%為負面。然而，法國人對韓國的觀感有47%負面，正面僅37%。

## 歷史

### 1948年以前的关系

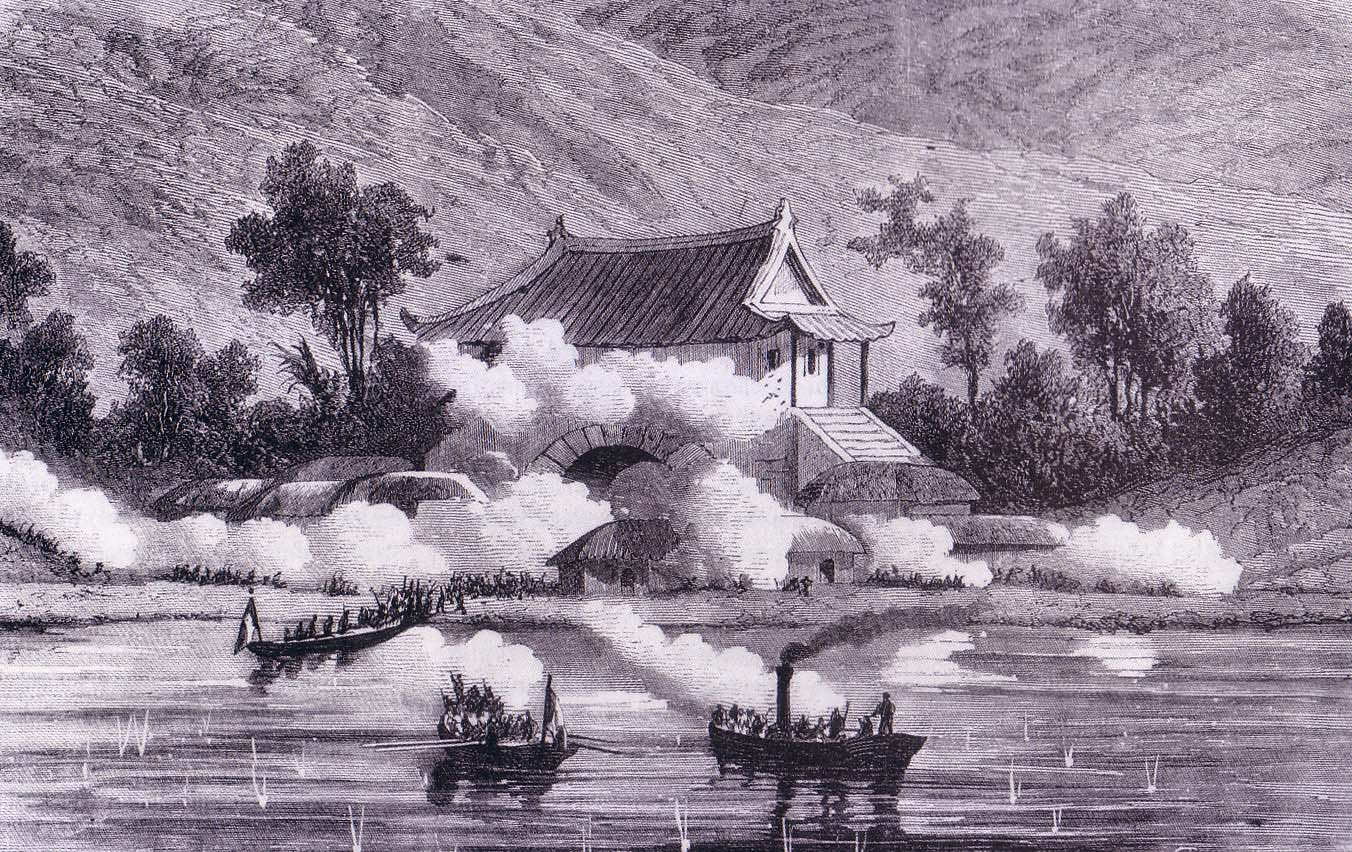
法國派艦隊攻打江華島

两国的交往可以追溯到1787年，当时有两艘法国远东探险军舰闯入朝鲜济州岛和郁陵岛，对朝鲜南部沿海的航道进行测量。
1836年，法国神父菲利普·莫邦（Philippe Maubant）进入朝鲜王朝传教，但在1839年，朝鲜憲宗對天主教教徒進行鎮壓，法国传教士皮埃尔·菲利贝尔·莫邦（Pierre Philibert Maubant，羅伯多祿）以及劉進吉、丁夏祥等信徒被殺，史称己亥迫害。此后，让-巴蒂斯特·塞西耶（Jean-Baptiste Cécille，一译瑟西耳）因不熟悉朝鲜海岸在忠清道洪州外烟岛留下一封致朝鲜宰相的书信后离开，这是朝法之间最早的外交文书。他試圖通过该文书讓朝鮮朝廷釋放被捕的神父金大建，但金大建不久後被處決。
1851年，法国商船进入济州岛海域；1856年，数百名法国士兵在朝鲜长古岛登陆，烧杀抢掠，并窜到黄海道丰川沿岸。这年美国驻华公使伯驾在对美国国务院的报告书中就有“英占舟山，法占朝鲜，美占台湾”的瓜分计划。
興宣大院君出任摄政后，便對朝鮮進行鎖國政策。興宣大院君本身深受儒學影響，而且朝中大臣普遍對於外國的天主教來韓傳教大為反感。1866年，興宣大院君禁止天主教徒在朝鮮傳教，更捕殺信奉天主教的官員洪鳳周和南鍾三等人，張敬一等9名法国传教士和8000多名朝鲜教徒也被朝鲜处决，史称丙寅邪狱。后来，李福明等3名法国人秘密逃到中国，他们向法国驻华公使报告了情况。

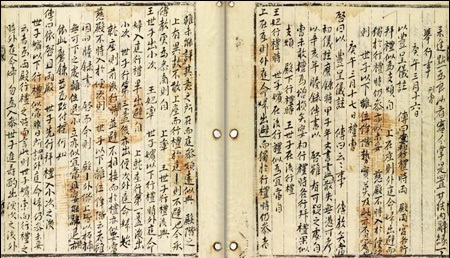
法国国家图书馆珍藏的被掠韩国书籍

此事驚動了法國，1866年农历8月，法國派艦隊攻打江華島，而興宣大院君則命李容熙攻擊法軍，法軍戰敗，是為丙寅洋擾。但法国指令其驻华代理公使亨利·德·伯洛内（弊魯內）和亚洲舰队司令皮埃尔-古斯塔夫·罗泽向清朝总理衙门提出严重抗议：“……本年三月间，高丽国王突发一令，将该处法国主教二人及传教士九人并本地传教士七人、其餘教友，男女老幼无数盡行杀害。如此残暴，自取灭亡。因其系属中国纳贡之邦，是以本国命将兴师，以讨有罪……所有本国各路兵船，不日即可齐集朝鲜，暂取其国，后来再立何者为王，以守此土，仍听本国谕命施行。”并再次入侵朝鲜王朝，同年10月14日（农历九月六日），法军在甲串津登陆江华岛，击败朝鲜军队，16日更攻占朝鲜陪都之江华府，要求朝鲜为杀害法国人赔款、惩办带头镇压天主教的官员以及派出全权代表与法国谈判并缔结通商条约。但遭到兴宣大院君拒绝。10月26日，朝鲜开始对法国发起反击，11月10日，法军撤兵，江华岛被洗劫一空。长宁殿和无数官衙民房也被烧毁，府库中的金银财宝尽数遭到掠夺（总计50万法郎），又从外奎章阁掠走《朝鲜王朝实录》、《朝鲜王室仪轨》等政府档案。直到2011年才以永久出借的形式归还韩国。
1886年6月4日，法国与朝鲜王朝建交，簽訂了修好通商條約，法國也獲得了在朝鮮自由傳教的權利。期间亦有朝鲜人前往法国博物馆研究学习。两国的关系一直维持到1910年日韩合并。

### 大韩民国成立后的关系

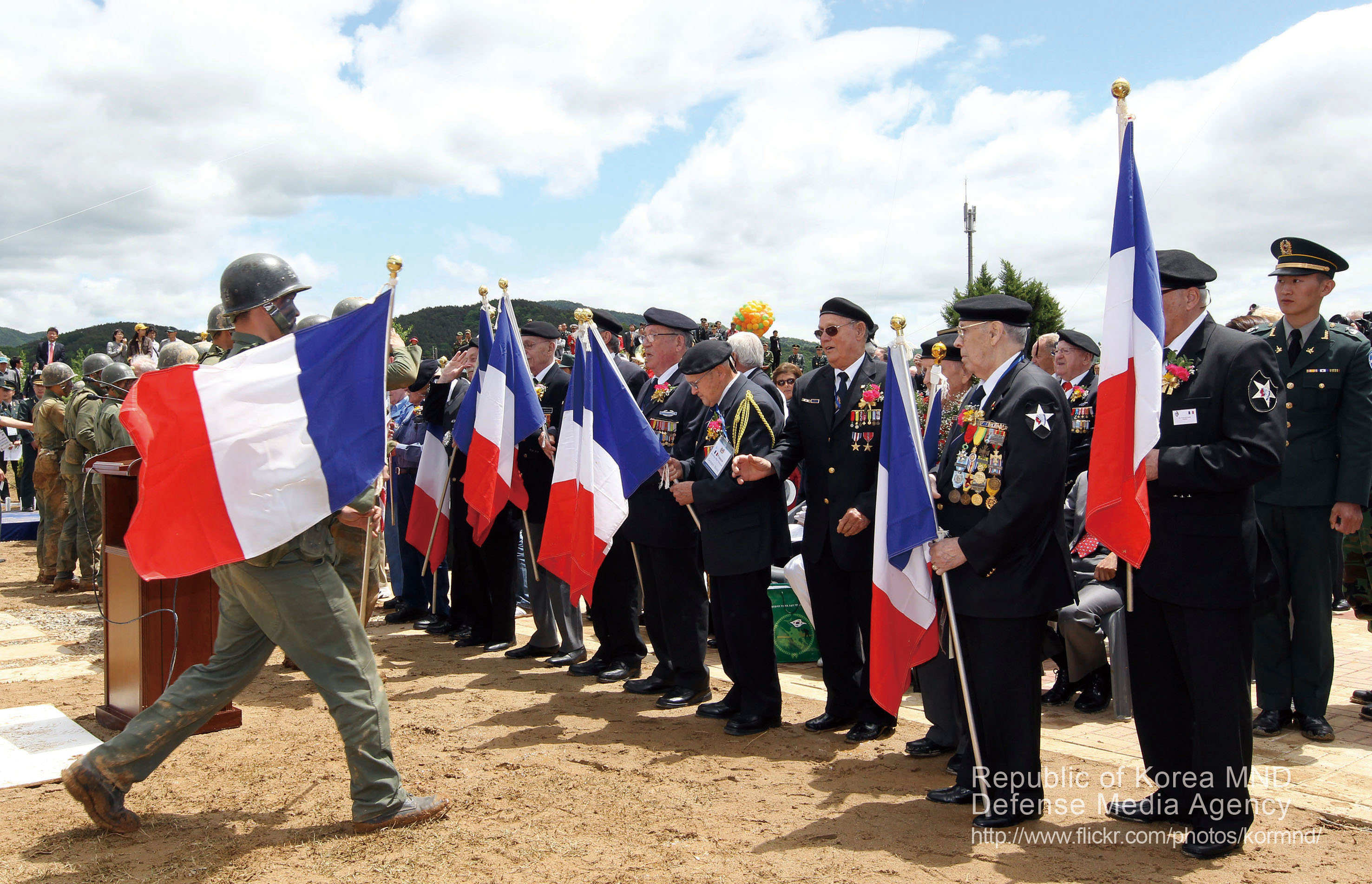
2012年，法軍老兵在砥平里戰鬥勝利慶典上接受韓軍致贈的法國國旗

1948年，大韩民国成立，法國於1949年2月15日承認並與之建交，成為繼英國之後第二個承認韓國的歐洲國家，法國並未承認朝鮮的主權國家地位，也是除爱沙尼亚之外，只承認韓國政府為朝鮮半島唯一合法政府的欧盟国家。1950年，韩战爆发，法國繼美國、英國等國家之後出兵支援半島南方的大韓民國，聯合國軍法國營亦于同年7月29日登陆朝鲜半岛，經歷了前期戰鬥之後，法军便附編到美國陸軍第2步兵師序列之下，戰爭期間先後有3,421位法軍軍人加入該營作戰，法国参与了砥平里戰鬥并与美国一同击败了中国人民志愿军。1953年7月朝鮮停戰協定簽署，法国将军队改派往印度支那半島。法韩关系也因韩战得到了显著的加强。为了纪念此次战争，法国在巴黎第4區內的聖傑維斯地區建造了駐韓聯合國軍法國營廣場。而韩国政府亦在京畿道水原市建立了法軍韓戰參戰紀念碑。
1993年密特朗總統訪問韩国時，歸還了《徽慶園園所都監儀軌》上卷。经过交涉，2010年11月，在首爾G20峰会举行期間，法国总统薩科齊宣布將法國國家圖書館擁有的《朝鮮王室儀軌》歸還韓國，此举激怒了法國國家圖書館館長。
2004年12月，盧武鉉總統訪問法國期間法韩二国建立了“全球夥伴關係”。
2006年，法國和韓國舉辦了慶祝兩國建交120週年的儀式。
安全和朝鲜半岛问题在法韓政治對話中佔有重要地位。

## 参見
- 法朝关系